# Andronik Paleolog (megas domestikos)
Andronik Komnen Paleolog (grč. Ἀνδρόνικος Κομνηνός Παλαιολόγος) (? – 1247.?) bio je grčki plemić, a danas je najpoznatiji po tome što je bio praotac Paleologa. Bio je megas domestikos i guverner-general Makedonije, nasljednik despota Ivana Komnena Duke, a prethodnik Teodora Philesa. 
Bio je sin megas douxa Aleksija Paleologa i Irene Komnene te potomak Georgija Paleologa. Imao je brata Mihaela.
Oko 1216. Andronik je oženio Teodoru Anđelinu Paleolog, „veliku plemkinju“ („reliquit Alexius Palaeologus unam filiam“).
Ovo su djeca Teodore i Andronika:
- Marija Paleolog (redovnica Marta) (1216. - ?)[2]
- Irena Paleolog (redovnica Eulogija) (1218. – 1284.)[3] – žena Ivana Kantakuzina te majka Ane i Marije Paleolog
- Mihael VIII. Paleolog (car)
- Ivan Duka Paleolog

Andronik je imao još jednu suprugu, koja mu je rodila Konstantina, a taj je bio otac carice Smilcene. Moguće je i da je imao konkubinu.